# Pargas hembygdsmuseum
Pargas hembygdsmuseum är ett hembygdsmuseum i Pargas, Finland, med gamla byggnader som visar hur livet varit i Pargas under tidigare sekel. Museet grundades år 1928 av Pargas hembygdsförening. Byggnaderna och deras interiörer representerar olika sociala skikt, från små torp och backstugor till välbärgade gårdars 
karaktärsbyggnader. I en av museibyggnaderna, Kirjalagården, har Lenin övernattat under sin flykt från Ryssland. I tillägg till museiområdet, förvaltar Pargas hembygdsmuseum ett antal på plats bevarade museibyggnader på Gamla Malmen i Pargas.

## Bilder

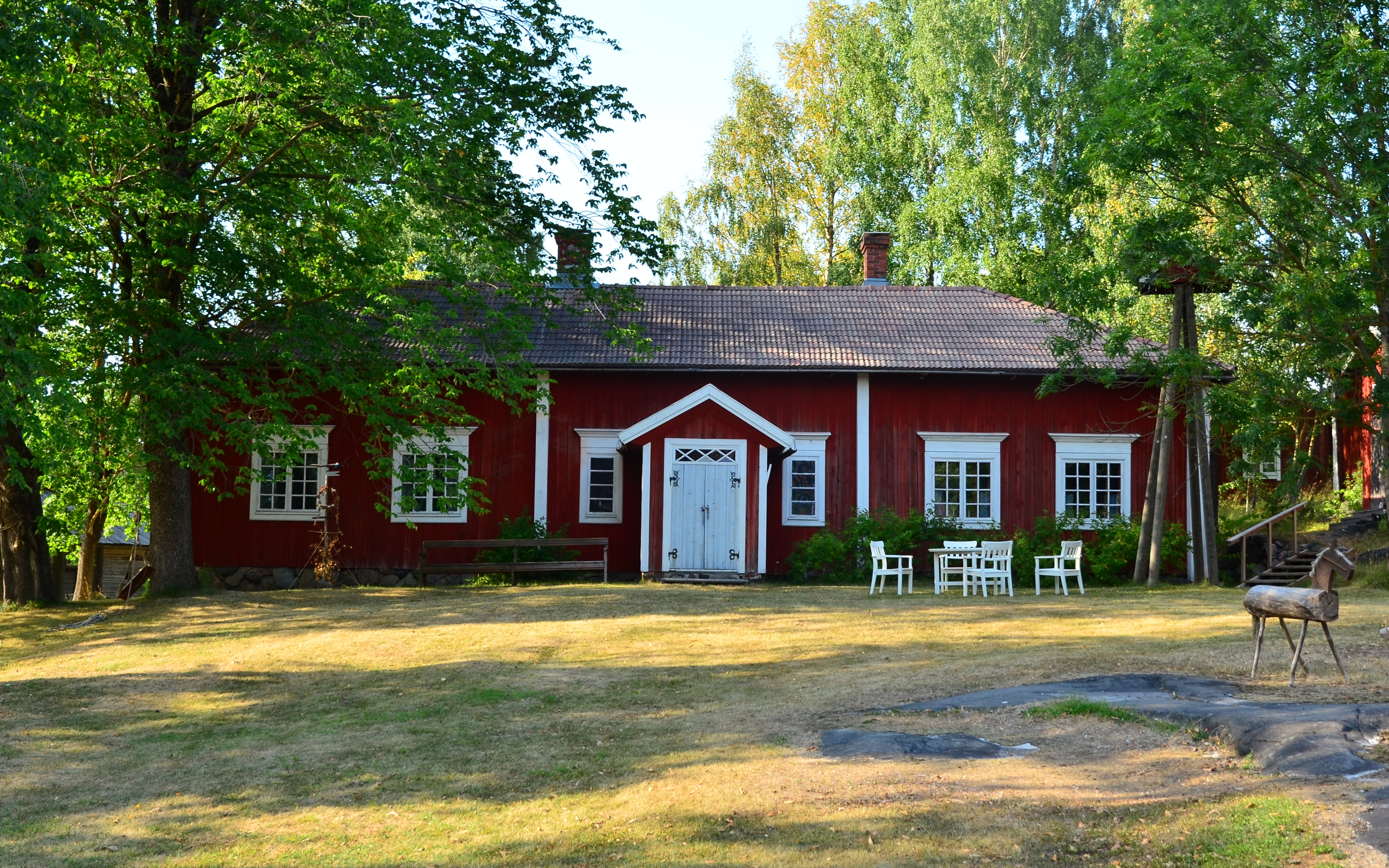
Kirjalagården
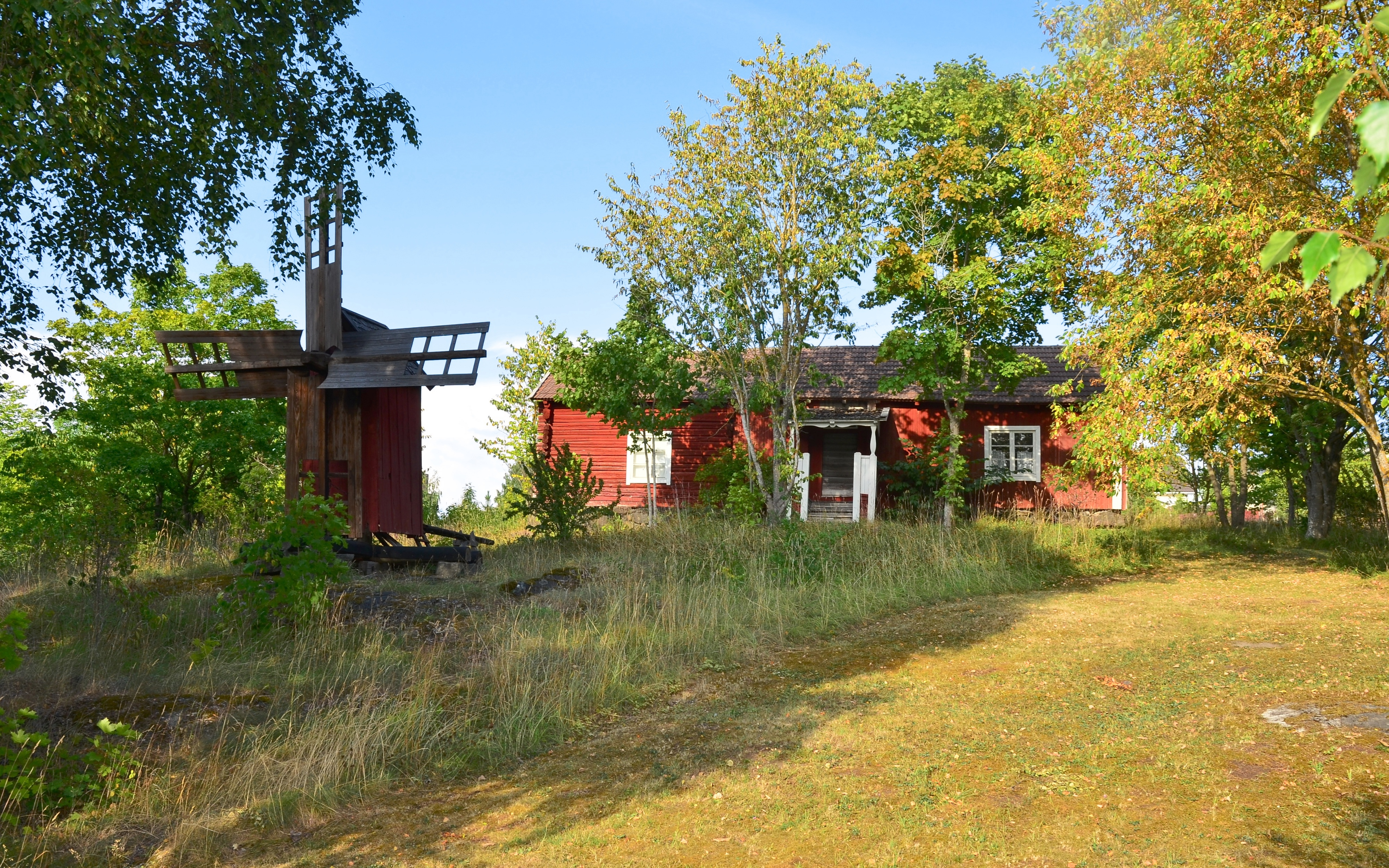
Malmnässtugan
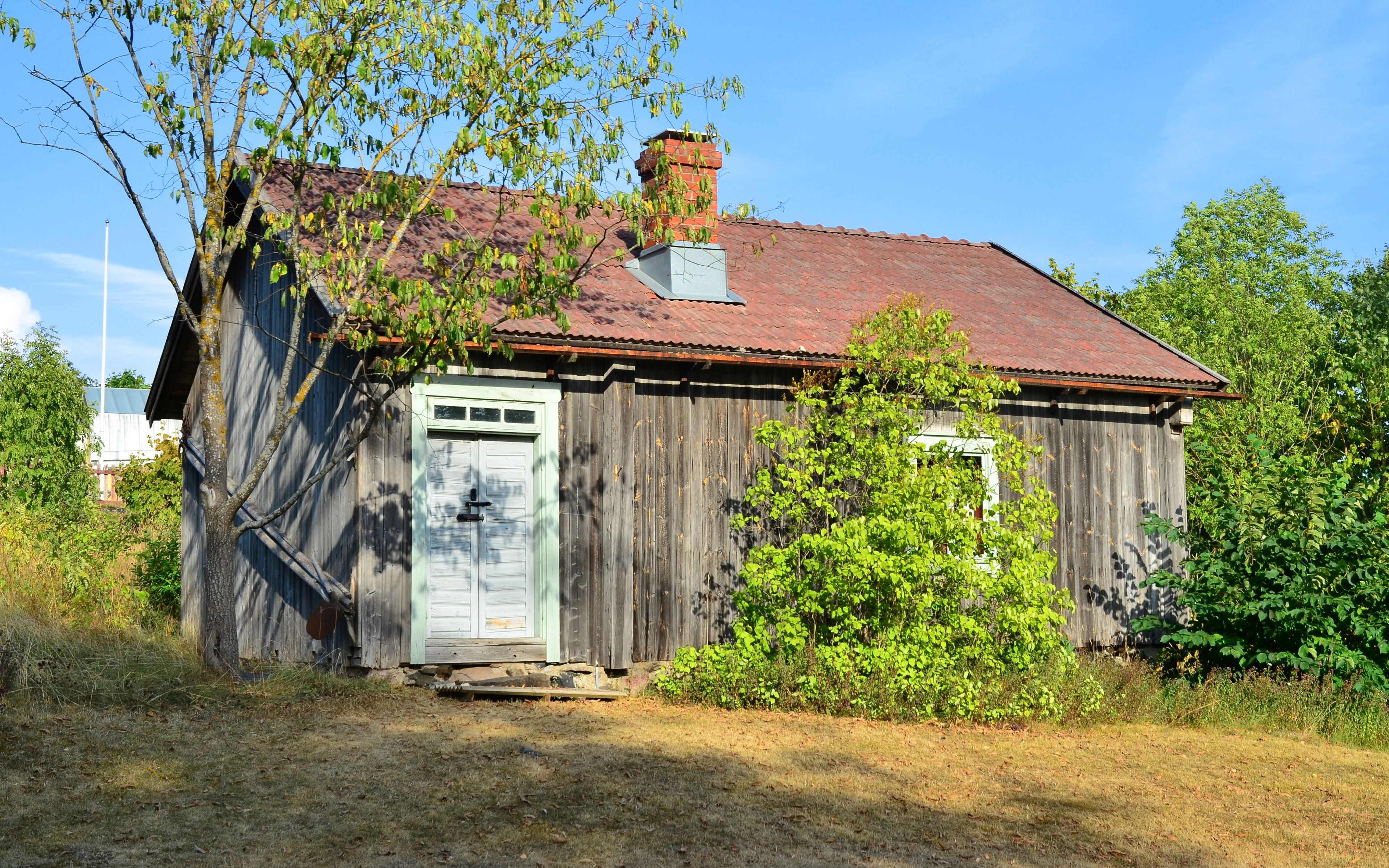
Brattnässtugan
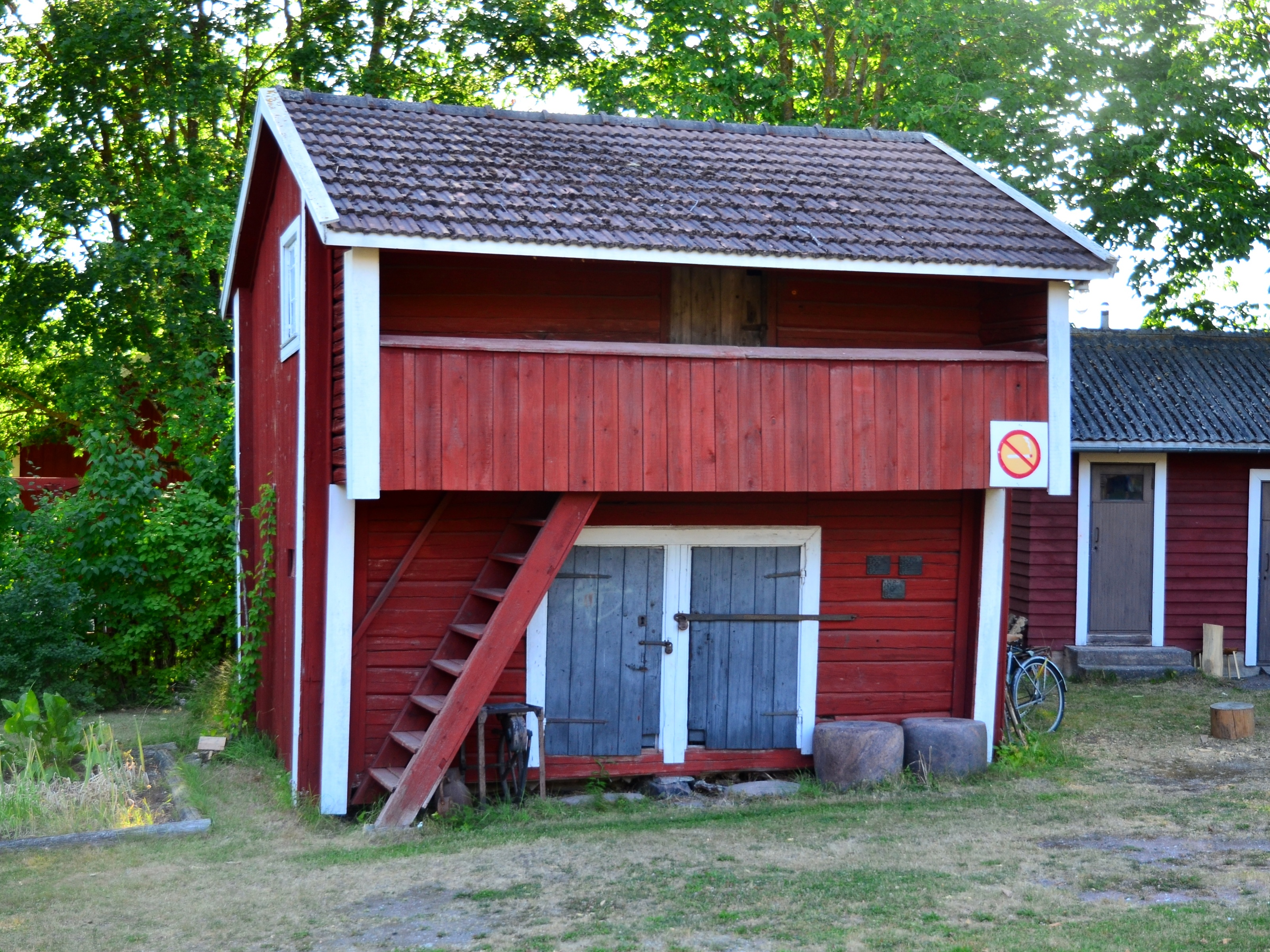
Loftet